# Vecchia diga di Assuan
La vecchia diga di Assuan è una diga a contrafforte in muratura costruita sul fiume Nilo presso Assuan, in Egitto.
La diga è stata costruita dove un tempo si trovava la prima cateratta del Nilo, a circa 1000 km dalla foce e 690 km (in linea d'aria) a sud-sud-est del Cairo. Costruita tra il 1899 ed il 1902, aveva il compito di ridurre le inondazioni e di supportare l'aumento della popolazione del basso Nilo. La diga forniva una scarsa protezione contro le inondazioni, e fu alzata due volte, tra il 1907 ed il 1912 e tra il 1929 ed il 1933. Le modifiche non furono sufficienti, e fu quasi completamente piena nel 1946, quando si decise di costruire poco distante la nuova diga di Assuan.

## Antichi tentativi
I primi tentativi di costruire una diga presso Assuan risalgono all'XI secolo, quando l'ingegnere iracheno Alhazen (noto in oriente come Ibn al-Haytham) fu convocato in Egitto dal califfo fatimide, Al-Hakim, per regolare le inondazioni del Nilo. Dopo che la ricerca sul campo l'ebbero convinto dell'impraticabilità del progetto, e temendo la rabbia del califfo, finse una malattia mentale. Fu tenuto agli arresti domiciliari dal 1011 alla morte di al-Hakim avvenuta nel 1021, periodo in cui scrisse il Libro di ottica.

## Costruzione
Dopo aver nel 1882 invaso ed occupato l'Egitto, i britannici iniziarono la costruzione della prima diga sul Nilo nel 1898. La costruzione durò fino al 1902, e l'inaugurazione avvenne il 10 dicembre 1902 per mano del duca di Connaught e Strathearn. Il progetto fu creato da Sir William Willcocks, e coinvolse famosi ingegneri del tempo, tra cui Sir Benjamin Baker e Sir John Aird la cui ditta, la John Aird & Co., era la principale azienda costruttrice.
La vecchia diga di Assuan fu progettata come diga a contrafforte a gravità. Il contrafforte ospitava numerose porte, aperte annualmente per far passare l'inondazione con i relativi nutrienti sedimenti. La diga fu costruita con macerie di muratura, e con una facciata coperta da granito rosso di ashlar. Al momento della sua costruzione, la vecchia diga di Assuan era la più grande diga in muratura del mondo. Il progetto comprendeva anche una chiusa navigabile sulla parete occidentale, che permetteva alle navi di giungere fino alla seconda cateratta, mentre prima era necessario portare in secca le barche per superare questo punto. Al momento della costruzione, non era mai stato tentato nulla di così imponente. Nonostante le iniziali limitazioni imposte alla sua altezza, a causa della presenza del tempio di Iside a File, il primo progetto si dimostrò ben presto inadeguato, e la diga fu alzata due volte, 5 metri nel 1907–1912 e 9 metri nel 1929–1933, aggiungendo anche un generatore di elettricità. Con l'ultimo innalzamento raggiunse i 1950 metri di lunghezza, e la sommità si trovava 36 metri sopra l'antico letto del fiume. La diga rappresenta la principale rotta per il traffico tra la città e l'aeroporto. Con la costruzione della nuova diga a monte, la vecchia diga ha perso la sua utilità di gestione dei sedimenti fluviali, così come l'utilità delle chiuse. Anche il livello d'acqua della vecchia diga fu abbassato, ed oggi rappresenta solo un controllo dell'acqua in eccesso della nuova diga.

## Centrale elettrica
La vecchia diga di Assuan rifornisce due centrali idroelettriche, la Assuan I (1960) e la Assuan II (1985–1986). La Assuan I contiene 7 generatori da 46 MW con turbine Kaplan per un totale di 322 MW, e si trova ad ovest della diga. La Assuan II contiene 4 generatori da 67.5 MW per un totale di 270 MW, e si trova ai piedi della diga.